# Лискау
Лискау (нем. Lieskau) — община в Германии, в земле Саксония-Анхальт. 
Входит в состав района Заале. Подчиняется управлению Вестлихер Залькрайс.  Население составляет 2652 человека (на 31 декабря 2006 года). Занимает площадь 4,58 км².
Община подразделяется на 3 сельских округа.